# 賽屈萊

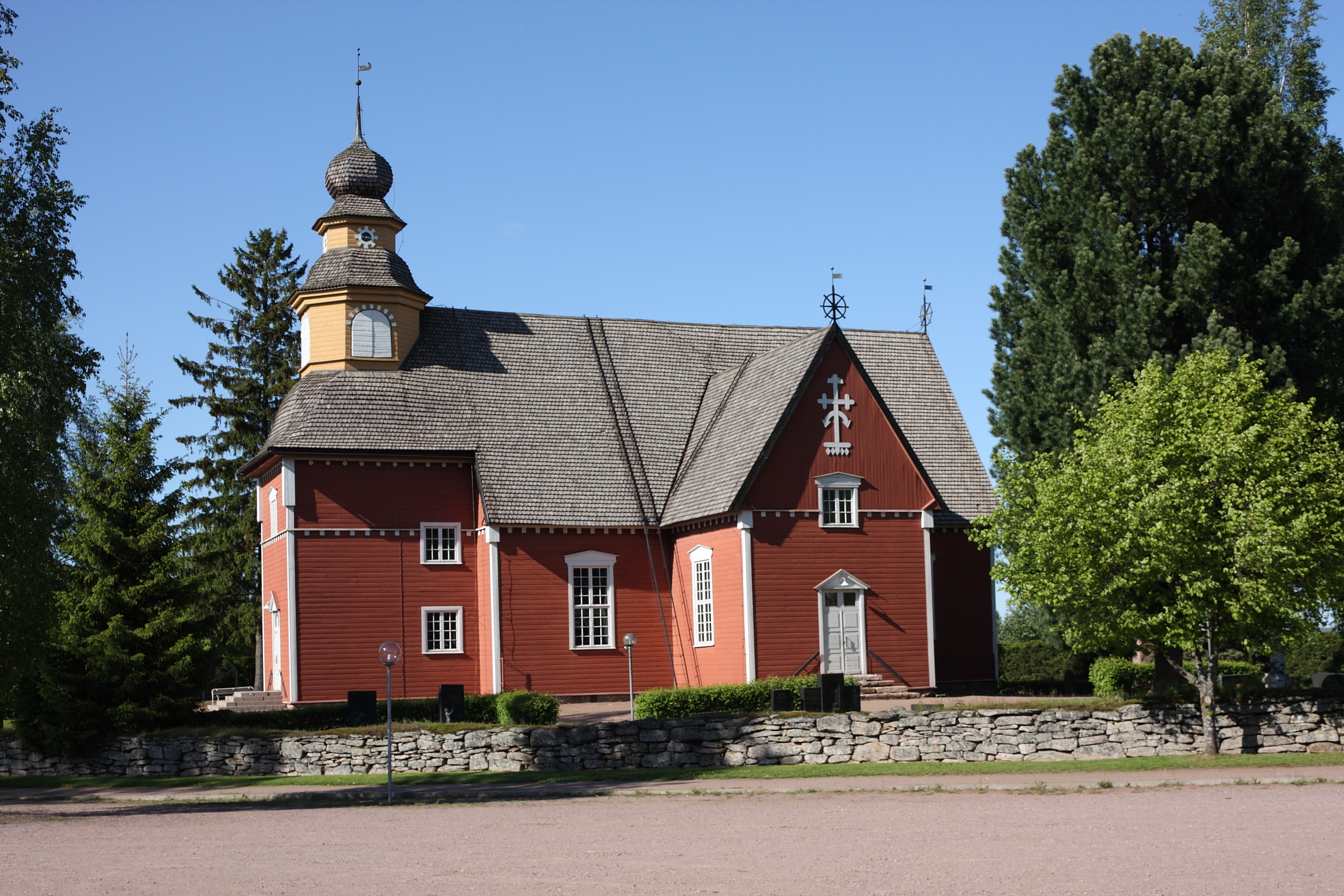
賽屈萊教堂

賽屈萊（芬蘭語：Säkylä）是芬蘭西南部薩塔昆塔區的市鎮，距離首都赫爾辛基約200公里，始建於1869年，面積268平方公里，2013年人口4,666，人口密度為每平方公里29.06人。

## 外部連結
- 官方网站  （文） （瑞典文） （英文） （德文）